# Woody Point
Woody Point è un comune del Canada, situato nella provincia di Terranova e Labrador, nella divisione No. 9.